# Hana Andronikova
Hana Andronikova (9. září 1967 Gottwaldov – 20. prosince 2011 Praha) byla česká spisovatelka.

## Život
Vystudovala gymnázium ve Zlíně, pak Filozofickou fakultu Univerzity Karlovy v Praze, obory angličtina a čeština. Po ukončení studia pracovala jako personální manažerka v zahraničních i českých firmách. V roce 1999 odešla z podnikatelské sféry a věnovala se literatuře.
Autorčin debut Zvuk slunečních hodin získal v roce 2001 Literární cenu Knižního klubu a v roce 2002 cenu Magnesia Litera v kategorii objev roku. V březnu 2008 plánovala vydat nový román s pracovním názvem Blues v nakladatelství Odeon. Nakonec v roce 2010 vydala knihu Nebe nemá dno. V roce 2011 za tuto knihu obdržela Cenu čtenářů Magnesia Litera 2011.
Napsala divadelní hry Tanec přes plot (2008, spolu s Janou Svobodovou), Pakosti a drabanti (2010) a Šašci, špioni a prezidenti (2010).
Dne 20. prosince 2011 podlehla rakovině.

## Dílo
- 2001 – Zvuk slunečních hodin ISBN 80-242-0689-7
- 2002 – Srdce na udici ISBN 80-7227-138-5
- 2010 – Nebe nemá dno ISBN 978-80-207-1337-7
- 2014 – Vzpomínky, co neuletí ISBN 978-80-207-1581-4

povídky ve sbornících:
- Pohádky z Moravy (2004) ISBN 80-239-3238-1, Nakladatelství: Krajská knihovna Františka Bartoše
- Antologie nové české literatury 1995–2004 (2004) ISBN 80-86603-22-9, Nakladatelství: Agite/Fra
- Schůzky s erotikou (2005) ISBN 80-86526-18-6, Nakladatelství: Listen
- Ber, po čem toužíš (2006) ISBN 80-86526-20-8, Nakladatelství: Listen
- Labyrint revue 17-18/2005 (2006), Nakladatelství: Labyrint
- Ty, která píšeš (2008) ISBN 978-80-254-1724-9, Nakladatelství: Artes Liberales, Vltavín
- Ženy vidí za roh (2009) ISBN 978-80-86526-41-6, Nakladatelství: Listen